# Paul Walker
Paul William Walker IV (Glendale, 12 september 1973 – Valencia, nabij Santa Clarita, 30 november 2013) was een Amerikaans acteur en fotomodel. Hij was vooral bekend door zijn rol in de film The Fast and the Furious en de vervolgen daarop.

## Levensloop
Walker had een veelzijdig leven, waarin hij aan ruim 30 speelfilms werkte. Hij was op tweejarige leeftijd in reclamespotjes van onder andere Pampers te zien. In 2011 was hij het gezicht van een wereldwijde Davidoff Cool Water-campagne.
Vanaf zijn tienerjaren speelde hij in televisieseries en films, waaronder Pleasantville (1998) en The Skulls (2000). Mede door zijn rol in Varsity Blues (1999) ontving hij in 2001 de Hollywood Breakthrough Award. Hij brak vervolgens wereldwijd door als hoofdrolspeler Brian O'Conner in The Fast and the Furious, een rol die hij opnieuw speelde in 2 Fast 2 Furious (2003), Fast & Furious (2009), Fast Five (2011), Fast & Furious 6 (2013) en Furious 7 (2015).
Walker woonde in Californië. Hij werd in 1998 (ongetrouwd) vader van een dochter. Hij had zelf twee broers en twee zussen. Op 30 november 2013 kwam hij op veertigjarige leeftijd om het leven door een auto-ongeluk als passagier in een Porsche Carrera GT in Californië. Volgens de pers waren Paul Walkers zijn laatste woorden: ' Hé, laten we een stukje gaan rijden .' Hij ligt begraven op de Forest Lawn Memorial Park bij Hollywood Hills in Los Angeles.

## Paul Walker Foundation
Op 13 september 2015 richtte Walkers dochter Meadow, op dat moment zestien jaar, de Paul Walker Foundation op om het filantropische werk van haar vader, die zich inzette voor het welzijn van dieren en het milieu, voort te zetten.